# Szlak Stulecia Turystyki

Szlak Stulecia Turystyki – zielony znakowany szlak turystyczny w województwie śląskim.

## Charakterystyka
Szlak przebiega pośród m.in. kompleksów leśnych.

## Przebieg szlaku
- Rybnik
- Wilcza
- Kuźnia Nieborowska
- Nieborowice
- Smolnica
- Trachy
- Tworóg Mały
- Sierakowice
- Bojszów
- Rudno
- Pławniowice
- Jezioro Pławniowice
- Poniszowice
- Niekarmia
- Ligota Toszecka
- Rezerwat przyrody Płużnica
- Dąbrówka
- Rezerwat przyrody Hubert
- Świbie
- Wielowieś
- Tworóg
- Brynek
- Hanusek
- Boruszowice
- Tarnowskie Góry
- Miasteczko Śląskie
- Jezioro Nakło-Chechło
- Tarnowskie Góry